# Horp
Horp is een terp op het waddeneiland Terschelling, provincie Friesland (Nederland).
De terp ligt nabij het gehucht Kaard, dat weer gelegen is tussen West-Terschelling en Midsland.
Op de terp staat een boerderij. Een boerderij westelijk van de terp wordt eveneens tot Horp gerekend. Horp is een onderdeel van het gehucht Kaard. Het gezamenlijke inwonertal van Kaard en Horp was op 1 januari 2019 15.

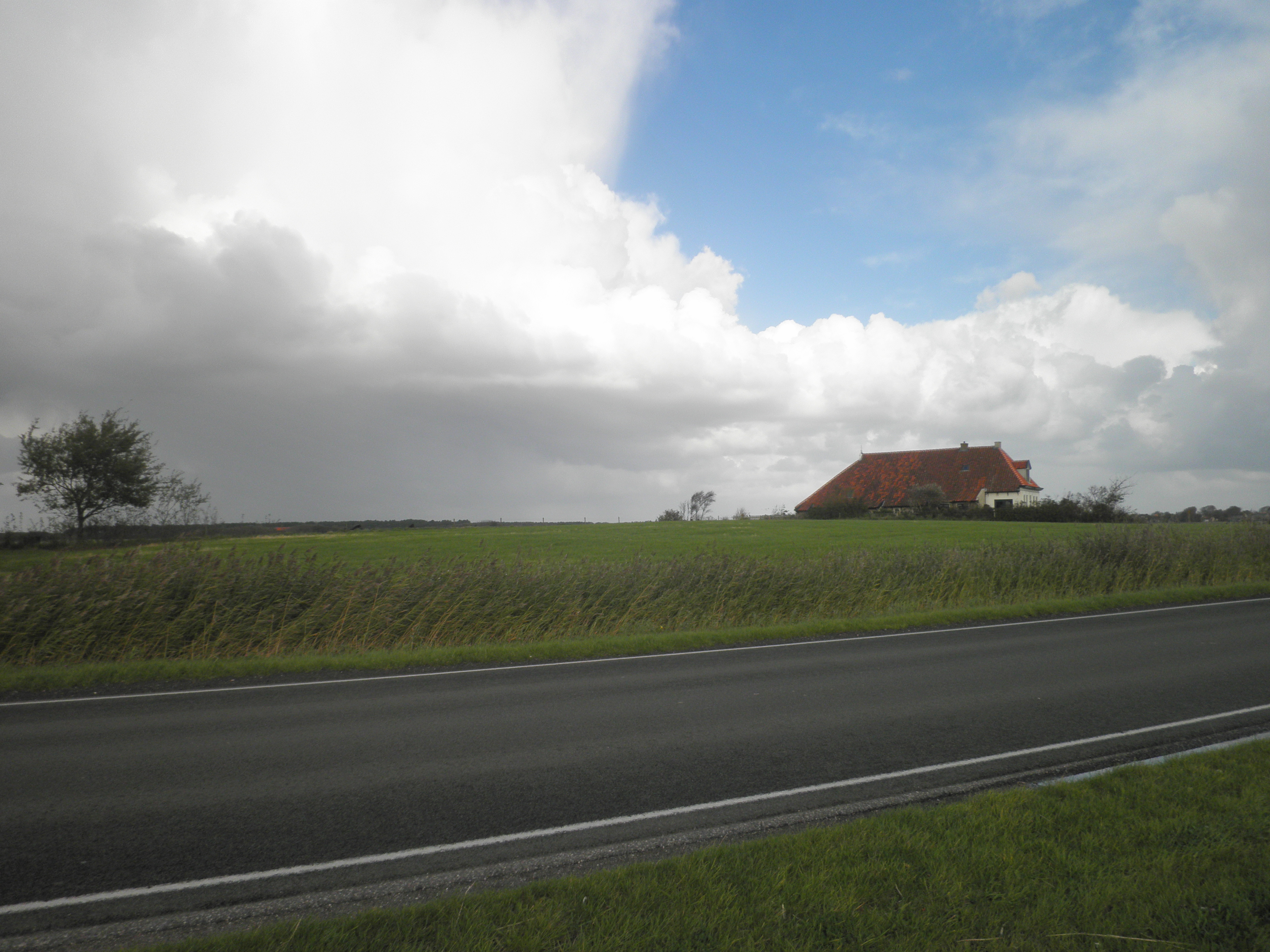
Horp

Dorpen en buurtschappen: Baaiduinen · Dellewal · Formerum · Halfweg · Hee · Hoorn · Horp · Kaard · Kinnum · Landerum · Lies · Midsland · Midsland aan Zee · Midsland-Noord · Oosterend · Striep · West aan Zee · West-Terschelling

Friesland: Steden en dorpen      Nederland: Provincies · Gemeenten